# Subsaltusaphis pallida
Subsaltusaphis pallida är en insektsart som först beskrevs av Hille Ris Lambers 1939. Enligt Catalogue of Life ingår Subsaltusaphis pallida i släktet Subsaltusaphis och familjen långrörsbladlöss, men enligt Dyntaxa är tillhörigheten istället släktet Subsaltusaphis och familjen borstbladlöss. Arten är reproducerande i Sverige.

## Underarter
Arten delas in i följande underarter:
- S. p. pallida
- S. p. taurica